# Malus daochengensis
Malus daochengensis là loài thực vật có hoa trong họ Hoa hồng. Loài này được C.L. Li mô tả khoa học đầu tiên năm 1989.